# Ishikawa-gun (Ishikawa)
Ishikawa (japanisch 石川郡 Ishikawa-gun, historische Lesung Ishikawa no kōri) war der namensgebende Landkreis (-gun/kōri) der japanischen Präfektur (-ken) Ishikawa, vormodern ein Ritsuryō-Kreis der antiken Provinz (kuni/-shū) Kaga/Kashū. Bei der Reaktivierung der Kreise als moderne Verwaltungseinheit 1878 wurde die Kreisverwaltung in der späteren Stadt Mattō eingerichtet. Ishikawa bestand bis 2011, als die letzte im Kreis verbliebene Stadt Nonoichi zur kreisfreien Stadt (-shi) Nonoichi wurde. Heute erstreckt sich das ursprüngliche Gebiet des Ishikawa-gun in die kreisfreien Städte Kanazawa, Hakusan und Nonoichi.

## Gemeinden 1889
Bei der Einrichtung der modernen Gemeinden 1889 wurde der Kreis Ishikawa in 5 Städte (-machi/-chō) und 39 Dörfer (-mura/-son) eingeteilt. Der ehemalige Fürstensitz des Fürstentums (-han) Kanazawa/Kaga, nun die Präfekturhauptstadt von Ishikawa, war bereits 1878 als Kanazawa-ku vom Kreis Ishikawa getrennt worden und wurde 1889 zur bis heute bestehenden Kanazawa-shi (* auf der Karte). Im Kreis bestanden zunächst:
| - 1 松任町 Mattō-machi - 2 上金石町 Kami-Kanaiwa-machi - 3 下金石町 Shimo-Kanaiwa-machi - 4 美川町 Mikawa-machi - 5 鶴来町 Tsurugi-machi - 6 比楽島村 Hirashima-mura - 7 福留村 Fukutome-mura - 8 柏野村 Kashiwano-mura - 9 蝶屋村 Chōya-mura - 10 笠間村 Kasama-mura - 11 笠島村 Kasashima-mura | - 12 一木村 Ichiki-mura - 13 出城村 Dejiro-mura - 14 御手洗村 Mitarashi-mura - 15 旭村 Asahi-mura - 16 安原村 Yasuhara-mura - 17 郷村 Gōmura - 18 中奥村 Nakaoku-mura - 19 林中村 Hayashinaka-mura - 20 山島村 Yamajima-mura - 21 舘畑村 Tachihata-mura - 22 林村 Hayashi-mura | - 23 蔵山村 Kurayama-mura - 24 河内村 Kawachi-mura - 25 吉野谷村 Yoshinodani-mura - 26 額村 Nuka-mura - 27 富奥村 Tomioku-mura - 28 野々市村 Nonoichi-mura - 29 押野村 Oshino-mura - 30 三馬村 Minma-mura - 31 富樫村 Togashi-mura - 32 野村 Nomura - 33 内川村 Uchikawa-mura | - 34 犀川村 Saigawa-mura - 35 湯涌谷村 Yuwakudani-mura - 36 崎浦村 Sakiura-mura - 37 米丸村 Yonemaru-mura - 38 二塚村 Futatsuka-mura - 39 大野村 Ōno-mura - 40 戸板村 Toita-mura - 41 鞍月村 Kuratsuki-mura - 42 弓取村 Yumitori-mura - 43 潟津村 Katazu-mura - 44 粟崎村 Awagasaki-mura |

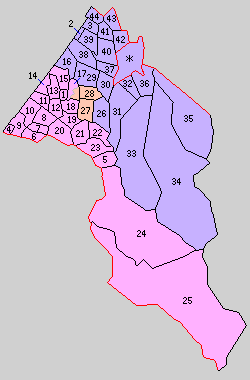

1949 wurden die Dörfer Shiramine, Oguchi und Torigoe vom Kreis Nomi an den Kreis Ishikawa transferiert.